# Синабунг
Синабунг (инд. Gunung Sinabung) је планина и стратовулкан састављена од андезита и дацита плеистоценске старости, на северу острва Суматра у Индонезији. Његова последња активност забележена је 1600. године. Најновија ерпуција догодила се 29. августа 2010. након пар блажих потреса. Том приликом вулкански пепео подигао се у висину до 1500 метара. Због опасности по становништво власти су евакуисале око 17.500 људи из области у близини вулкана.